# دير الشلويط

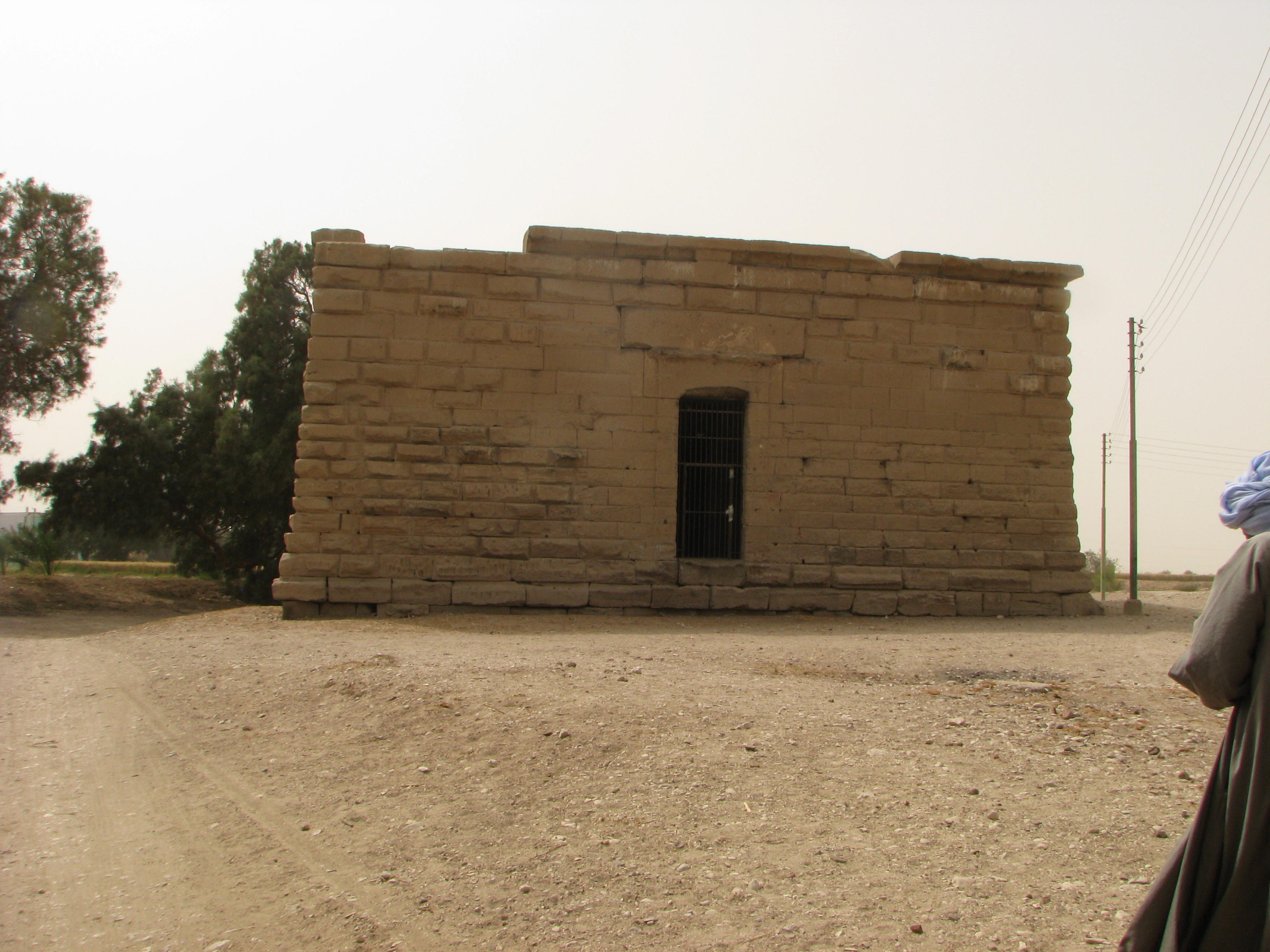
المعبد

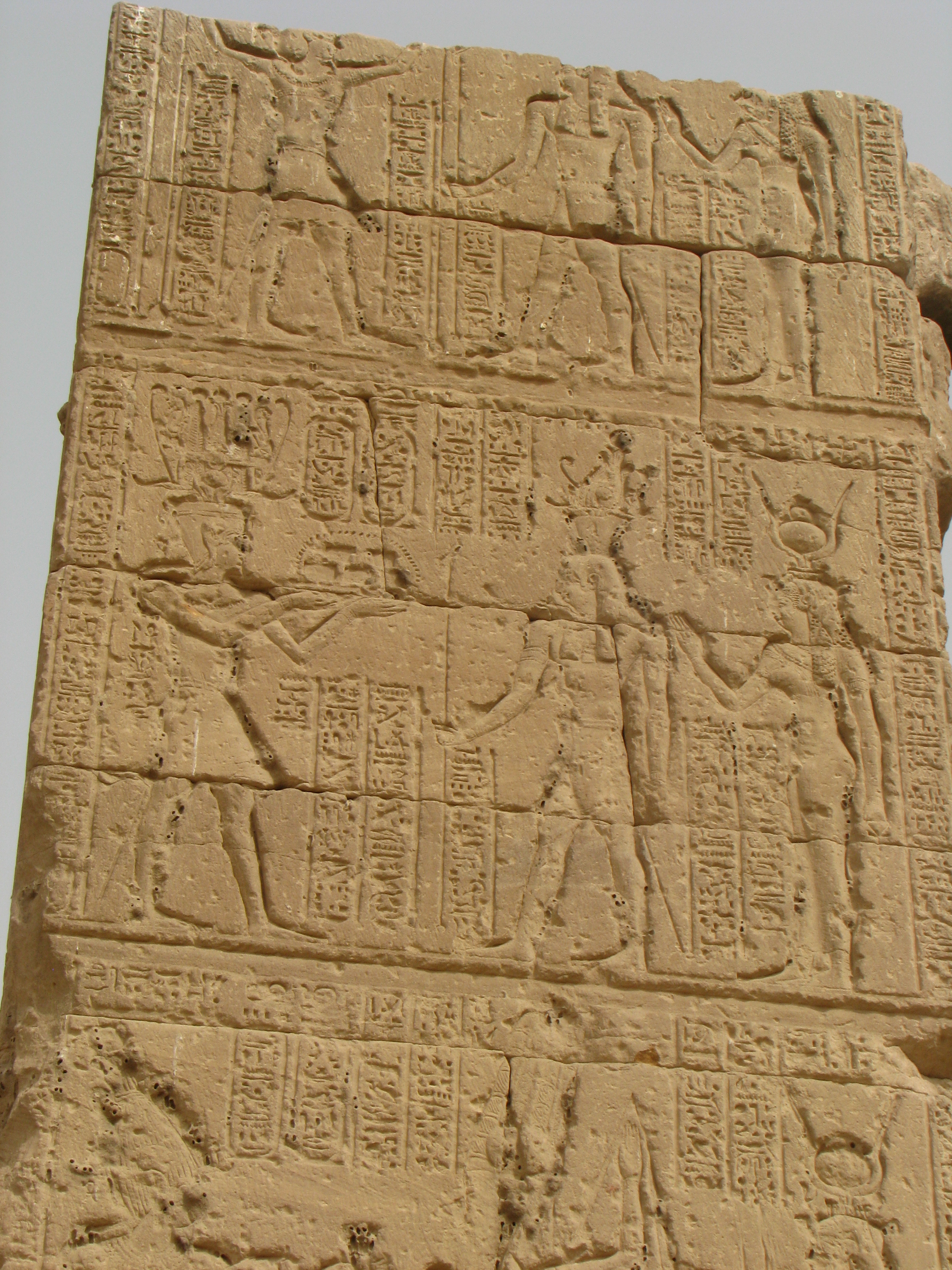
النقوش على البروبيل propylon (مدخل المعبد)

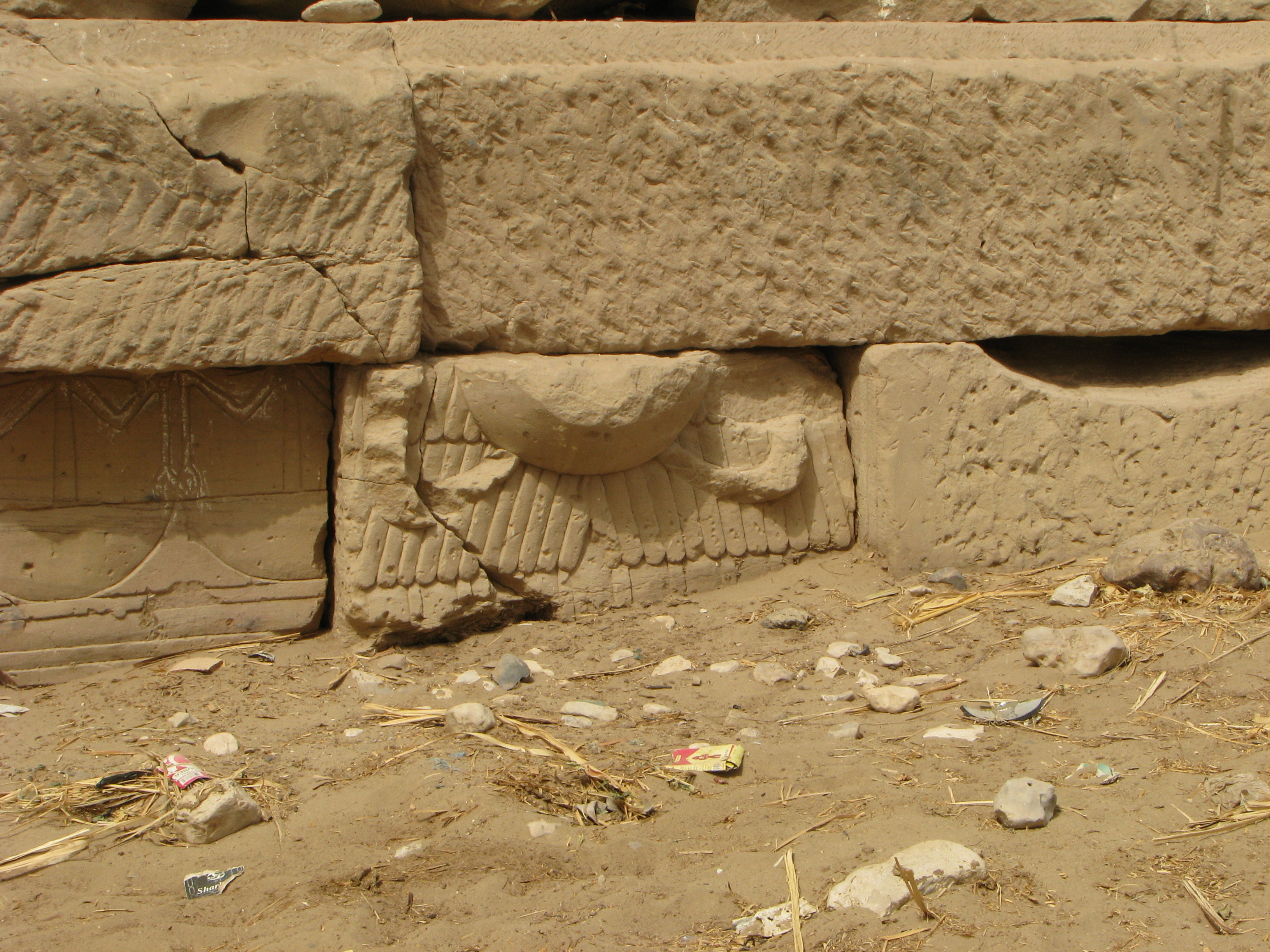
كتل أُعيد استخدامها في الحائط الجنوبي

دير الشلويط (بالفرنسية: Deir Chelouit)‏ معبد مصري قديم لإيزيس من العصر اليوناني الروماني. يقع على الضفة الغربية لنهر النيل في الأقصر، على بعد 1 كيلومتر من الملقطة، وحوالي 4 كيلومتر جنوب مدينة هابو.
ما تبقى حاليا من المعبد هو المبنى الرئيسي الصغير وأطلال المدخل، إلى جانب جدار من الطوب وبئر. تبلغ مساحة منطقة المعبد 74 × 51 متراً؛ والمعبد نفسه أصغر بكثير بمساحة 13 × 16 م. ومدخله مواجه للجنوب. لا توجد زخارف كثيرة على الجدران الخارجية ولكن بالداخل النقوش محفوظة بحالة جيدة. و يحيط بالضريح ممر يمكن الوصول منه لمصليات جانبية وقاعة التطهير(بالإنجليزية: wabet)‏؛ كما يمكن الوصول للسقف عن طريق سلالم من هذا الممر. على الجانب الجنوبي من الجدار الخارجي، لوحظ استخدام بعض الأحجار من مباني أقدم، لأن النقوش على هذه الأحجار تبدو من معبد رمسيس الثالث.
يقع مدخل المعبد (بالإنجليزية: propylon)‏على بعد 60 متراً إلى الشرق من المعبد، ومُزَيَّنْ بصورة مبهرة من جميع الجهات.
ترجع أهمية معبد إيزيس في دير الشلويت إلى ندرة المباني الدينية من العصر اليوناني الروماني في هذه المنطقة، وهو الوحيد لإيزيس وليس لثالوث طيبة.

## تاريخ المعبد
ووفقا للنقوش على المدخل، بدأ بناء معبد إيزيس حول بداية القرن الأول من الحقبة العامة. ولم يعرف وجود بناء سابق في هذا المكان. وفقًا لإحدى النظريات، بدأ بناء المعبد في عهد نختنبو الثاني ووصل إلى شكله النهائي خلال العصر اليوناني الروماني.

## الحفائر
فحص كارل ريتشارد ليبسيوس المعبد لأول مرة في منتصف القرن التاسع عشر، لكنه لم يقدم وصفًا تفصيليًا له. درست بعثة فرنسية بقيادة كريستيان زيفي نقوش المدخل ونشروا بحوثهم عام 1992. بين عامي 1971 و1979، عمل علماء آثار جامعة واسيدا اليابانية على الموقع، وقاموا بتنظيف الجدار المحيط به وساحة المعبد من الحطام وحفروا بئر المعبد التي كانت مملوءة بشظايا الفخار. تم الكشف عن اثنين وثلاثين طبقة من الحطام في البئر، وصلت لعمق 4 أمتار تحت سطح الأرض، حيث أصبح الحفر مستحيلا لوجود مياه. أثبتت البقايا الموجودة في البئر أن البئر (والمعبد نفسه) كانا مهجورين واَُستخدما لرمي المخلفات في العصر القبطي.

## زخارف المعبد
تعود نقوش المعبد إلى العصر اليوناني الروماني وهي شبيهة لتلك الموجودة في معبدي دندرة وفيلة. على الجدران والمدخل يمكن رؤية خراطيش هادريانوس، أنطونينوس بيوس، جالبا، أوثو، فيسباسيانوس ويوليوس قيصر. وعلى الأحجار المستعارة من المعابد الأخرى المستخدمة في الجدار الخارجي، يلاحظ أن أسلوب النقوش يعود إلى عصر الدولة الحديثة.

## روابط خارجية
- صورة من مجموعة مشروع طيبة للتصوير الفوتوغرافي بجامعة شيكاغو